# Матч за звание чемпиона мира по международным шашкам среди мужчин 2022
Матч за звание чемпиона мира по международным шашкам среди мужчин 2022 года первоначально планировалось провести с 28 января по 12 февраля 2021 года в Эйндховене (Нидерланды) между действующим на тот момент чемпионом мира Александром Георгиевым (Россия) и чемпионом мира 2018 года Рулом Бомстрой (Нидерланды). В декабре 2020 Александр Георгиев отказался от участия в матче, мотивируя это пандемией COVID-19.
Исполнительный совет Всемирной федерации шашек (ФМЖД) сделал предложение серебряному призёру чемпионата мира 2019 года Пань Имину принять участие в матче вместо Александра Георгиева с перенесением сроков проведения матча на несколько недель позднее. Но и Пань Имин, сославшись на пандемию COVID-19 от участия в матче отказался.
4 февраля на официальном сайте ФМЖД был опубликован документ, согласно которому Исполнительный совет ФМЖД признал, что из-за прогноза ухудшения ситуации с COVID-19 в Нидерландах не представляется возможным провести матч до чемпионата мира 2021 года, намеченного к проведению в Таллине с 28 июня по 15 июля, и, так как пандемия представляет собой исключительный случай, Исполнительный совет принял решение провести матч А. Георгиев — Р. Бомстра осенью 2021 года, уже после чемпионата мира 2021 года. Сообщается, что оба участники матча согласились с этим решением.
13 июля, за день до последнего тура чемпионата мира 2021 года, Генеральный секретарь ФМЖД Роберт Мисанс распространил письмо, в котором сообщил, что Генеральная ассамблея ФМЖД на своём заседании 3 июля приняла решение об отмене матча между Георгиевым и Бомстрой. При этом сообщается, что матч за звание чемпиона мира 2022 года будет проведён между Бомстрой и победителем чемпионата 2021 года, которым стал Александр Шварцман.
Серебряный призёр чемпионата мира 2021 года Александр Гетманский подал в Этический комитет ФМЖД протест на решение Исполнительного комитета ФМЖД, которым он фактически лишён права на участие в матче за звание чемпиона мира 2022 года. 
Федерация шашек России обратилась в Исполнительный комитет ФМЖД с требованием отменить матч между Шварцманом и Бомстрой и провести матч между Шварцманом и Гетманским.
5 января 2022 года в Эйндховене начался матч между действующим чемпионом мира Александром Шварцманом и чемпионом мира 2018 года Рулом Бомстрой. Призовой фонд матча: 33 000 евро (18 000 победителю). Победил в матче Рул Бомстра.

## Регламент
Проводится 12 партий с классическим контролем времени  (1 час 20 минут + 1 минута за ход). Все партии будут сыграны, даже если один из участников одержит досрочную победу в матче. Победителем признаётся игрок набравший большее количество очков, при этом он должен одержать минимум 3 победы. В противном случае матч продолжается до тех пор, пока один из игроков не одержит третью победу с использованием тай-брейка, в котором играются партии с укороченным контролем времени до победы одного из участников: сначала рапид 20 мин + 10 секунд за ход (максимум 3 партии), в случае равенства играется блиц 10 минут + 5 секунд на ход (максимум 3 партии). В случае равенства после блица играется суперблиц 10 минут + 2 секунды за ход на неограниченное количество партий до победы.
Тай-брейк №1 играется в случае, если первые 6 партий с классическим контролем времени завершатся вничью. Он будет проводиться до первой победы в рапиде или блице. Победа в нём прибавляется к общему количеству побед.
Тай-брейк №2 играется в случае, если партии с 4 по 9 в классику завершатся вничью и не игрался тай-брейк №1. Будет проводиться до первой победы в рапиде или блице. Победа в нём прибавляется к общему количеству побед.
Тай-брейк №3 играется в случае, если ни у одного спортсмена нет трёх побед. Будет проводиться до тех пор, пока один из игроков не одержит третью победу по правилам, описанным выше.

## Результаты
| Участник           | Страна     | 1 | 2 | 3 | 4 | 5 | 6 | Тай-брейк 1 | 7 | 8 | 9 | 10 | 11 | 12 | Тай-брейк 2 | Счёт | Кол-во побед |
| ------------------ | ---------- | - | - | - | - | - | - | ----------- | - | - | - | -- | -- | -- | ----------- | ---- | ------------ |
| Александр Шварцман | Россия     | 1 | 1 | 1 | 1 | 1 | 1 | 0           | 1 | 0 | 1 | 1  | 1  | 1  | 0           | 11   | 0            |
| Рул Бомстра        | Нидерланды | 1 | 1 | 1 | 1 | 1 | 1 | 2           | 1 | 2 | 1 | 1  | 1  | 1  | 2           | 17   | 3            |

### Тай-брейк № 1
| Участник           | Страна     | Рапид партия 1 | Рапид партия 2 | Рапид партия 3 | Блиц партия 1 | Блиц партия 2 | Блиц партия 3 | Суперблиц | Счёт | Кол-во побед |
| ------------------ | ---------- | -------------- | -------------- | -------------- | ------------- | ------------- | ------------- | --------- | ---- | ------------ |
| Александр Шварцман | Россия     | 1              | 1              | 1              | 1             | 1             | 1             | 0         | 6    | 0            |
| Рул Бомстра        | Нидерланды | 1              | 1              | 1              | 1             | 1             | 1             | 2         | 8    | 1            |

### Тай-брейк № 2
| Участник           | Страна     | Рапид партия 1 | Рапид партия 2 | Рапид партия 3 | Блиц партия 1 | Блиц партия 2 | Блиц партия 3 | Суперблиц | Счёт |
| ------------------ | ---------- | -------------- | -------------- | -------------- | ------------- | ------------- | ------------- | --------- | ---- |
| Александр Шварцман | Россия     | 1              | 1              | 0              |               |               |               |           | 2    |
| Рул Бомстра        | Нидерланды | 1              | 1              | 2              |               |               |               |           | 4    |